# Tinodes pusillus
Tinodes pusillus är en nattsländeart som beskrevs av Walker 1852. Tinodes pusillus ingår i släktet Tinodes och familjen tunnelnattsländor. Inga underarter finns listade i Catalogue of Life.